# Благово (област Монтана)
 За другото българско село вижте Благово (Област Шумен).  
Бла̀гово е село в Северозападна България. То се намира в община Монтана, област Монтана.

## География
Селото се намира на 6 километра от Монтана. В близост е язовир „Огоста“, до който има асфалтов път.

## История
Селото е едно от младите села в областта. Първите заселници идват след разгрома на Чипровското въстание. Постепенно мястото се превръща в средище на бежанци от съседни села потърсили избавление от турците. Първото му название е Пчелица, за кратко се казва и Върбица, а до 17 октомври 1949 г. носи името Ново село. В периода на Балканската, Междусъюзническата и Първата световна война от Ново село загиват над 40 бойци дали живота си за Родината. През 1923 г. в близост до селото в кошара са отровени участниците в Септемврийското въстание Замфир Попов и Тодор Благов от село Гушанци, сегашно Замфирово. На лобното им място има паметник.
Черквата в селото е посветена на Света Троица.

## Личности
- отец Иван, свещеник – създал приюта за бедни хора в Нови Хан

## Други
Поради близостта си до Монтана и разположението си на главен път Монтана-Берковица-София, в последното десетилетие в селото са построени много нови къщи, а цените на имотите са едни от най-високите за селата в областта.